# Battelbrug
De Battelbrug is de enige draaibrug over het Kanaal Leuven-Dijle in de Antwerpse stad Mechelen. 
De brug is onderdeel van de N16a bij de Mechelse wijk Battel, vandaar ook de naam van de brug. Het doorgaand verkeer tussen Mechelen en Willebroek maakt eerder gebruik van de N16 die via een liggerbrug over het kanaal voert, even ten noordwesten van de Battelbrug.
Net zoals alle andere bruggen en sluizen op het kanaal (exclusief voetgangersbrug Zennegat en sluis Zennegat) wordt deze brug bediend vanuit de centrale verkeerspost Kampenhout.
Battelbrug · Colomabrug · Fonteinbrug · Heffenbrug · Hoogbrug · Katelijnepoortbrug · Koepoortbrug · Kraanbrug · Minderbroedersbrug · Nekkerspoelbrug · Plaisancebrug · Roostenbergbrug · Van Kesbeeckbrug · Walembrug · Winketbrug · Withuisbrug · Zennegatsluisbrug